# Soltész-zsomboly
A Soltész-zsomboly az Aggteleki Nemzeti Park területén található egyik barlang. A barlang az Aggteleki-karszt és a Szlovák-karszt többi barlangjával együtt 1995 óta a világörökség része.

## Leírás
Az Alsó-hegy fennsíkján, Bódvaszilas központjától É-ra, a Szabó-pallagon lévő vadászháztól DK-re, kb. 900 m-re, a Vecsem-bükk csúcstól DNy-ra, a Nagy-Kopasz-galy É-i tövében, fokozottan védett területen, erdőben, töbör É-i peremén lévő sziklakibúvásban nyílik a barlang bejárata. A Magfától (ez egy hatalmas bükk, talán a környék legidősebb fája, amely a dózerút mellett található, és turistatérképeken jelölve van) egy kicsit a Szabó-pallagon lévő vadászház felé haladva az út bal (DNy-i) oldalán, beérve az erdőbe már messziről látható a barlang nagy (5,5×6,4 m-es), természetes jellegű, négyszög alakú, függőleges tengelyirányú bejárata. A barlang helye jelölve van néhány turistatérképen a barlang nevének feltüntetése nélkül. A Soltész-zsombolytól nem messze, DNy-ra helyezkedik el az Iker-zsomboly.
A nagy átmérőjű Soltész-zsomboly középső triász wettersteini mészkőben keletkezett. A 18 m hosszú és 15 m mély zsomboly 12 m mélységig járható. Legnagyobb vízszintes kiterjedése 10 m. A tág bejárati zsombolyakna, amely egy szakadékdolina, K-i oldalán könnyen le lehet mászni, majd innen a mélyponton lévő kis ácsolt aknában lehet tovább haladni. Egy kis lebújás után cseppköves fülkébe lehet jutni, amelyben több ember elfér, de a régi térképeken jelölt végpontot az odavezető járatban kialakított ácsolat teljes összedőlése miatt nem lehet elérni. A lezáratlan barlang bejárásához nem szükséges engedély. Kötéltechnikai eszközök alkalmazásával járható, mert biztosító kötél kell a lejutáshoz és kimászáshoz.
Alsó szakaszán van egy repedés lefelé, amely további részek feltárásával biztat.
Előfordul a barlang az irodalmában Három lány-barlang (Hegedűs 1979), Három-lány-barlang (Angelus 2003), Három lány-zsomboly (Kordos 1984), Három-lány-zsomboly (Hegedűs, Csernavölgyi, Molnár 1977), Három tány-zsomboly (Vlk 2019), S-19 (Kósa 1992), Soltész-lik (Kordos 1984), Soltészlik-zsomboly (Bajomi 1977), Soltész-luka (Hegedűs, Csernavölgyi, Molnár 1977), Soltész-lyuka (Bertalan 1976), Soltészlyuka (Kósa 1969), Soltész lyuka-zsomboly (Kósa 1992) és Soltész-lyuka-zsomboly (Vlk 2019) neveken és jelzettel is. 1971-ben volt először Soltész-zsombolynak nevezve a barlang az irodalmában.

## Kutatástörténet
Régóta ismert barlang. 1969 nyarán a Vörös Meteor Barlangkutató Csoport felmérést és kiegészítő mérést végzett a zsombolyban. 1971-ben a csoport felmérte a barlangot és elkészítette a barlang térképét. 1975 márciusában a KPVDSZ VMTE Tektonik Barlangkutató Csoport négy tagja, Berkesi J., Csernavölgyi László, Csöndör Gyula és Marek E. mérték fel a barlangot, majd Csernavölgyi László a felmérés alapján megszerkesztette a barlang hosszmetszet térképét és alaprajz térképét.
Bertalan Károly 1976-ban befejezett kéziratában az olvasható, hogy az Alsó-hegyen, Bódvaszilason helyezkedik el a Soltész-zsomboly (Soltész-lyuka). A Szabó-pallagon lévő vadászháztól DK-re, az út Ny-i oldalán található a barlang bejárata. A kézirat barlangot ismertető része 1 publikáció alapján lett írva. Az 1977-ben kitöltött és a barlang 1973. júniusi terepbejárásán alapuló szpeleográfiai terepjelentés szerint a Soltész-zsomboly alaprajzi hossza 6 m, hossza a valóságban 18 m, vízszintes kiterjedése 6 m és függőleges kiterjedése 15 m. A kb. 485 m tengerszint feletti magasságban nyíló nedves zsombolyban beleesett állatok (kutya, őz, nyúl, szarvas) csontjai vannak. Cseppkő figyelhető meg a zsombolyban.
Az 1977. évi Karszt és Barlangban megjelent tanulmányban van egy Magyarország térkép, amelyen a Magyarországon lévő, biológiailag kutatott barlangok földrajzi elhelyezkedése figyelhető meg. A térképen látható a biológiailag feldolgozás alatt álló Soltészlik-zsomboly földrajzi elhelyezkedése. A folyóirat 1977. évi különszámába bekerült a tanulmány angol nyelvű változata. Ebben a tanulmányban is közölve lett a térkép, amelyen Soltészlik Shaft a barlang neve. 1978-ban a Tektonik Barlangkutató Csoport készített fényképet, amelyen a barlang látható. A fénykép bekerült a csoport éves jelentésébe.
Az 1984-ben megjelent, Magyarország barlangjai című könyvben van egy Magyarország térkép, amelyen a Magyarországon lévő, biológiailag kutatott barlangok földrajzi elhelyezkedése figyelhető meg. A térképen látható a biológiailag feldolgozás alatt álló Soltész-lik földrajzi elhelyezkedése. A kiadvány országos barlanglistájában szerepel az Aggteleki-karszton lévő barlang Soltész-zsomboly néven Soltész-lyuka és Három lány-zsomboly névváltozatokkal. A listához kapcsolódóan látható az Aggteleki-karszt és a Bükk hegység barlangjainak földrajzi elhelyezkedését bemutató 1:500 000-es méretarányú térképen a barlang földrajzi elhelyezkedése.
Az 1992. évi Karszt és Barlangban publikált, az Alsó-hegy magyarországi részének töbreit, zsombolyait és beszakadásait bemutató ábrán látható a barlang földrajzi elhelyezkedése. Az 1992-ben kiadott, Alsó-hegyi zsombolyatlasz című könyvben megjelentek a barlang 1975-ben készült térképei. Az Alsó-hegy fennsíkjának magyarországi oldalát bemutató egyik térképen megfigyelhető a barlang földrajzi elhelyezkedése. Több adattal együtt fel van tüntetve három irodalmi mű, amelyek foglalkoznak a barlanggal. A barlang 1995 óta az Aggteleki-karszt és a Szlovák-karszt többi barlangjával együtt a világörökség része. A Nyerges Attila által 1997-ben készített szakdolgozat szerint a 12 m mély Soltész-zsomboly az Alsó-hegy magyarországi részének 41. legmélyebb barlangja. A 42. legmélyebb (Kilátó-zsomboly) és a 43. legmélyebb (Pötty-zsomboly) szintén 12 m mélyek.
2003 júniusában Angelus Béla rajzolta meg a barlang alaprajz térképét és hosszmetszet térképét, amelyek 1:100 méretarányban mutatják be a barlangot. A barlang 2003. szeptemberben írt barlang nyilvántartólapján az olvasható, hogy a Három-lány-barlang név a bejárat melletti fába van vésve. A szabadon látogatható és vázlatosan felmért barlang 17,2 m hosszú, 13 m függőleges kiterjedésű, 13 m mély és 8 m vízszintes kiterjedésű. Ujjbegykarr és borsókő figyelhetők meg benne. A 2008. szeptember 27-én megrendezett XV. Lakatos Kupa kiadványa szerint 12 m mély barlang. Nem volt a verseny helyszínei között a Soltész-zsomboly. 2016-ban Ctirad Piskač, Mojmír Záviška és Jáchym Piskač mérték fel a barlangot, majd ebben az évben Ctirad Piskač és Luděk Vlk a felmérés alapján megrajzolták a barlang hosszmetszet térképét.
Az Alsó-hegy karsztjelenségeiről szóló, 2019-ben kiadott könyvben az olvasható, hogy a Soltész-zsomboly (Három-tány zs., Soltész-lyuka-zsomboly) ismeretlen hosszú és 15 m mély. A barlang azonosító számai: Szlovákiában 179, Magyarországon 5452/28. A könyvben publikálva lett a barlang 2016-ban készült hosszmetszet térképe. A barlangot 2016-ban Ctirad Piskač, Mojmír Záviška és Jáchym Piskač mérték fel, majd 2016-ban Ctirad Piskač és Luděk Vlk a felmérés alapján megrajzolták a barlang térképeit. A térképeket 2015-ben Luděk Vlk digitalizálta. Publikálva lett a könyvben egy színes fénykép, amelyen a barlang bejárata figyelhető meg. A kiadványhoz mellékelve lett az Alsó-hegy részletes térképe. A térképet Luděk Vlk, Mojmír Záviška, Ctirad Piskač, Jiřina Novotná, Miloš Novotný és Martin Mandel készítették. A térképen, amelyen fekete ponttal vannak jelölve a barlangok és a zsombolyok, látható a Soltész-zsomboly (5452/28, 179) földrajzi elhelyezkedése. (A KvVM Barlang- és Földtani Osztályon található egy Soltész-zsombolyt bemutató hosszmetszet térkép, amelynek készítője és készítési ideje ismeretlen.)

## További irodalom
- Kósa Attila: Az Alsó-hegy zsombolyai. Barlangnapi tájékoztató. MKBT és Tektonik, 1982.
- A Tektonik Barlangkutató Csoport kézirata az MKBT barlangkataszteri pályázatra. 1977.